# Napster
Napster byla online peer-to-peer hudební služba vytvořená Shawnem Fanningem fungující v období mezi červnem 1999 a červencem 2001. Technologie umožňovala uživatelům mezi sebou jednoduše kopírovat a distribuovat hudbu ve formátu MP3, čímž obcházela zavedený způsob distribuce hudby, a proto byla obviněna hudebním průmyslem z masivního porušování autorských práv. V dobách největší slávy službu využívaly desítky milionů uživatelů. Ačkoli byla původní služba na soudní příkaz vypnuta, otevřela cestu spoustě dalších peer-to-peer programů, které už nebylo tak snadné kontrolovat. Služba byla pojmenována podle Fanningovy přezdívky, vycházející ze stylu jeho účesu.
Značka a logo služby Napster byly odkoupeny a nyní se pokračuje v poskytování hudby on-line, avšak už za peníze, viz free.napster.com

## Žaloba od skupiny Metallica
Thrashmetalová skupina Metallica přišla na to, že demo jejich písničky ‘I Disappear’ kolovalo po síti Napster ještě před tím, než bylo oficiálně zveřejněno. To vedlo k tomu, že písnička byla hrána na několika radiových stanicích a Metallica si všimla, že celý jejich katalog materiálů ze studia je také k dispozici. Skupina na to reagovala podáním žaloby v roce 2000. O rok později po dlouhých soudních tahanicích byla služba Napster vypnuta.

## Ohlasy v kultuře
V díle televizního seriálu South Park nazvaném Christian Rock Hard Stan, Kyle a Kenny nelegálně stáhli hudbu pro svoji skupinu Moop. Poté byli zajati policií a bylo jím ukázáno, jaké "hrůzy" hudebníkům činí hudební pirátství. Poté kluci začali protestovat a připojily se k ním slavné kapely, jako Rancid, Master P, Ozzy Osbourne, Meat Loaf, Blink-182, Metallica, Britney Spears, Missy Elliott, Alanis Morissette a The Lords of the Underworld.
Děj epizody televizního seriálu Futurama I Dated a Robot se zaměřuje na ilegální internetovou distribuci klonů populárních robotů, kterou provozuje společnost tvůrci seriálu nazvaná Nappster.
Postava Lyle (Seth Green) ve filmu Loupež po Italsku z roku 2003 tvrdí, že skutečným autorem Napsteru je on, a jeho spolubydlící Shawn Fanning mu Napster ukradl zatímco spal. Ve scéně, která ukazuje krádež Napsteru, si zahrál Shawn Fanning sám sebe.
Je o něm zmínka ve filmu The Social Network z roku 2010.